# Fedorov avtomat
Il Fedorov Avtomat è stato un fucile automatico disegnato da Vladimir Grigoryevich Fyodorov nel 1915, prodotto prima nell'Impero russo e successivamente nella Repubblica Socialista Federativa Sovietica Russa.
Le armi furono costruite a Kovrov (3.200 esemplari prodotti fra il 1915 e il 1924, la maggior parte dopo il 1920). L'arma fu impiegata in qualche combattimento durante il primo conflitto mondiale, tuttavia venne usata principalmente durante la guerra civile russa e il conflitto russo-finnico del 1939-1940.

## Storia

### Sviluppo

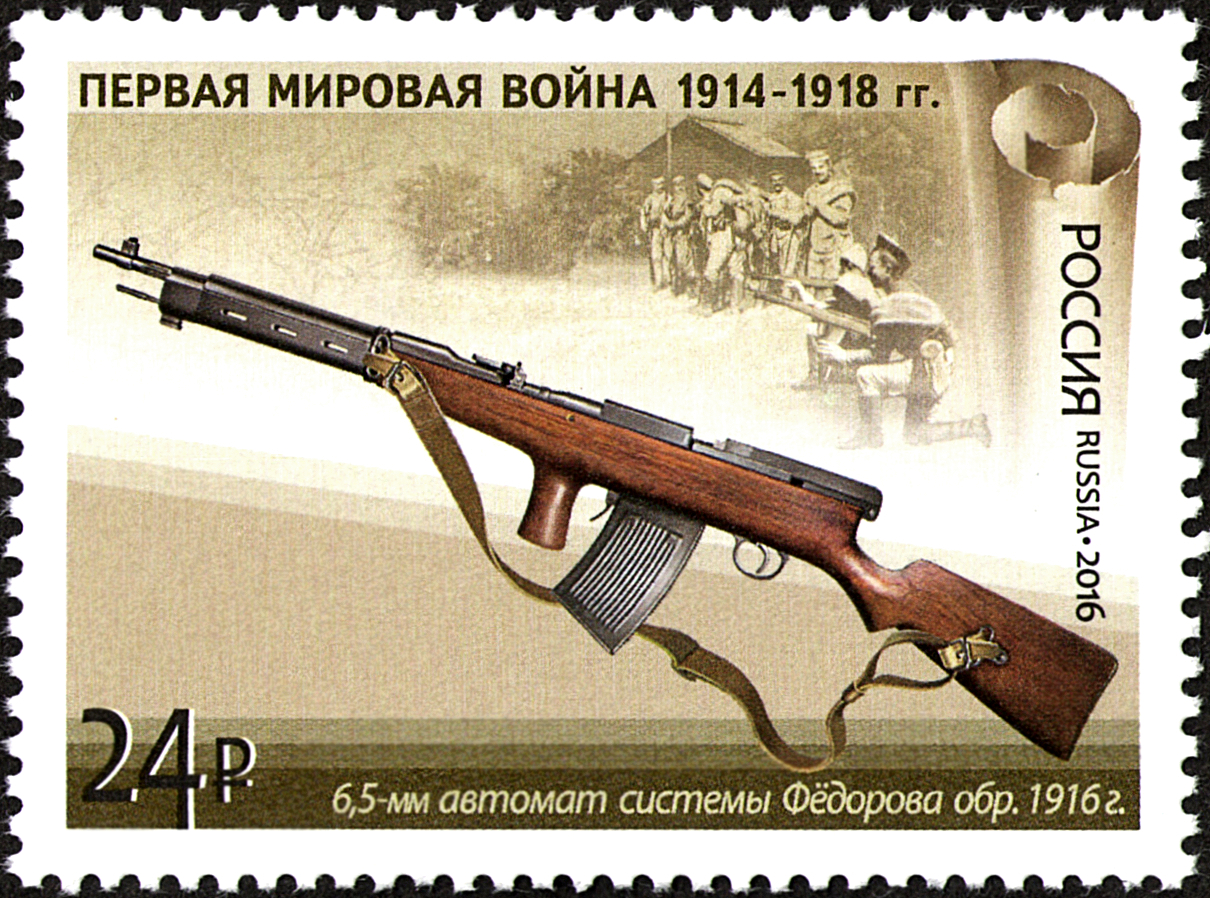
Francobollo raffigurante il Fedorov Avtomat

Il capitano Vladimir Grigoryevich Fyodorov iniziò a lavorare sul prototipo di un fucile semiautomatico nel 1906 assieme al futuro progettista di armi Vasily Degtyaryov, al tempo suo assistente. L'arma venne presentata alla commissione dell'Impero Russo, la quale ordinò altri 150 fucili per altri test. Nel 1913 Fedorov presentò un prototipo automatico con caricatore fisso, alimentato da stripper clip, camerato per una nuova munizione da lui stesso disegnata, la 6,5 mm Fedorov. La nuova munizione di tipo rimless si presentava più compatta del 7,62 x 54 R e, producendo meno rinculo, si adattava meglio alle armi automatiche; vennero eseguiti altri test nel 1913, con risultati favorevoli per la 6,5 Fedorov.
Nell'autunno del 1915 Fedorov venne inviato come addetto militare in Francia, nel settore di Mont-Saint-Éloi, dove rimase colpito favorevolmente dalla potenza di fuoco della Chauchat francese e negativamente della sua scarsa mobilità. Fu in questo periodo che gli venne l'idea di fornire all'Impero Russo un'arma che garantisse una potenza di fuoco intermedia tra la mitragliatrice e il fucile, mantenendo la mobilità di quest'ultimo. Tornato in patria nel gennaio del 1916 modificò il suo progetto, aggiungendovi un meccanismo per il fuoco selettivo e sostituendo il caricatore fisso con uno removibile da 25 colpi.
La messa in produzione di un nuovo tipo di munizione era fuori discussione, quindi Fedorov decise di convertire la nuova arma al giapponese 6,5 x 50 mm SR Arisaka, presente in abbondanza sul suolo russo in seguito all'acquisto di un gran numero di fucili nipponici (circa 763.000 Arisaka vennero importati assieme a 400 milioni di cartucce, ci fu anche una produzione in Russia di tali munizioni, ma rimase insignificante); fortunatamente le modifiche richieste furono minime.
Inizialmente Fedorov volle definire l'arma da lui creata come ручное ружьё-пулемет, che tradotto corrisponde a "mitragliatrice leggera palmare" per indicare che fosse un'arma più leggera delle LMG del tempo, come ad esempio la Madsen; questa denominazione apparve nei diari della commissione per l'artiglieria. In merito a questo il superiore di Fedorov, il generale N.M. Filatov preferì il neologismo "Avtomat", derivato dal greco "automaton" e simile all'inglese "automatic", alla fine si preferì il termine più corto introdotto dal generale, che comparve nei dati relativi a tale arma a partire dal 1919.

### La produzione
Nel 1916 la commissione per le armi dell'esercito russo prese la decisione di non ordinare più di 25.000 fucili, limitando successivamente l'ordine nel 1918 a 9.000; alla fine solo 3.200 Fedorov Avtomat vennero prodotti nello stabilimento di Kovrov a causa della rivoluzione russa e della successiva guerra civile, la produzione si fermò definitivamente nel 1925 e il costo di una singola arma era di 1.090 rubli (il prezzo di una Madsen al tempo era di 1.730 rubli).
Nell'estate del 1916 una compagnia del 189º reggimento Izmail venne addestrato all'uso del Fedorov alla scuola di Oranienbaum. Dopo aver completato l'addestramento ed essere stati equipaggiati con 8 fucili automatici i soldati della compagnia vennero inviati al fronte in Romania agli inizi del 1917. La missione prevedeva un ritorno di utili informazioni in merito al comportamento del Fedorov Avtomat in situazioni di combattimento, tuttavia questo non accadde per via dell'annientamento della compagnia durante l'offensiva Kerensky. Altri 10 esemplari vennero forniti alla forza aeronavale russa e il granduca Aleksandr Michajlovič, allora ammiraglio, riportò come gli aviatori lo trovassero più adatto della Chauchat nell'uso sugli aeroplani.

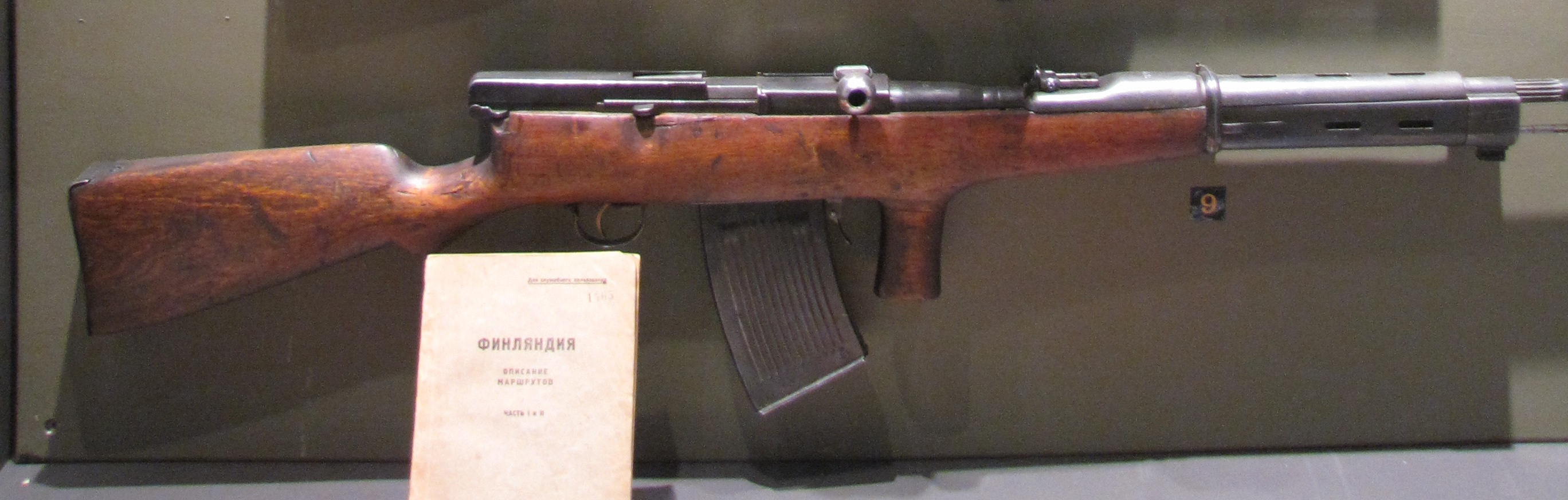
Un Fedorov catturato nella Guerra d'inverno, corredato da manuale di 46 pagine.

Prima del 1920 solo 100 fucili vennero costruiti; la sua produzione venne promossa da Kamenev, che considerava il Fedorov un'arma promettente. L'arma equipaggiò l'Armata rossa durante gli scontri la rivolta della Carelia e l'arma diede buoni risultati, almeno fino a quando furono disponibili pezzi di ricambio; nel 1923 vennero fatte stampare 10 000 copie del manuale di istruzioni per tale arma.

### L'impiego e il superamento
Nonostante si fossero presentati problemi di affidabilità e di performance sul campo, il Fedorov venne ritenuto adatto per l'Armata rossa e adottato ufficialmente nel 1924. Tuttavia, a causa di problemi nell'approvvigionamento nello stesso anno si decise di abbandonare qualsiasi arma che utilizzasse munizioni straniere. Come conseguenza la produzione venne bloccata e gli esemplari restanti stipati in magazzino, venendo utilizzati per l'ultima volta durante la guerra d'inverno del 1939-1940 per via della carenza di armi automatiche, in particolare furono utilizzati sul fronte della Carelia.

## Caratteristiche
Era un fucile un'arma a culatta chiusa, la chiusura dell'otturatore era ottenuto da due piastre di bloccaggio a forma di manubrio, montate su entrambi i lati della culatta, il cilindro di bloccaggio e l'otturatore insieme attraverso le alette sull'oturatore stesso. Queste piastre possono inclinarsi leggermente verso il basso dopo circa 10 mm di rinculo libero, sbloccando l'otturatore. È montato un dispositivo di blocco dell'otturatore e il meccanismo di sparo è di tipo a martello.